# A.M.O.R.C.
A.M.O.R.C. je zkratka pro Antiquus Mysticusque Ordo Rosae Crucis, česky Starý Mystický Řád Růže a Kříže, nazývaný také Rosekruciánský řád. Toto nenáboženské a nepolitické společenství rozšiřuje odedávna vyzkoušené učení rosekruciánů v moderní podobě. Přijímá muže a ženy bez rozdílu rasy, náboženství, sociálního postavení a světového názoru. Sdružením FUDOSI (Světová federace iniciačních řádů a společností) byl A.M.O.R.C. uznán jako legitimní pokračovatel rosekruciánské tradice. K učení Řádu patří meditace, kontemplace, vizualizace a další techniky. Důležitou součástí jsou iniciace, které vycházejí zejména z praxe staroegyptských škol mystérií.

## Struktura A.M.O.R.C.
Starý Mystický Řád Růže a Kříže je rozšířen po celém světě. Jednotlivé jazykové jurisdikce jsou spravovány Velkými lóžemi řízenými Velmistry, které podléhají Nejvyšší velké lóži v čele s Imperátorem. Podle počtu aktivních členů se dále zřizují další struktury pro rituální práci: Lóže, Kapituly, Pronaoi a Atria.
V České republice je A.M.O.R.C. registrován jako spolek s názvem Starý Mystický Řád Růže a Kříže A.M.O.R.C., založený v roce 1997.

## Historie
Rosekruciánský řád A.M.O.R.C. byl založen v roce 1915 ve Spojených státech amerických Harveyem Spencerem Lewisem. Stalo se tak poté, co byl H. S. Lewis iniciován do rosekruciánské tradice ve francouzském městě Toulouse s úkolem rozšířit rosekruciánské učení v USA a odtud pak po celém světě. Na území nynější České republiky a Slovenské republiky Řád působí veřejně od roku 1990.